# The Martian (romance)
The Martian (Brasil: Perdido em Marte / Portugal: O Marciano) é uma obra de ficção científica estadunidense escrita por Andy Weir e publicada em 2011 como edição de autor e em 2014 pela Crown Publishing Group. A narrativa mostra a história de Mark Watney, um astronauta estadunidense que viaja a Marte com sua equipe em 2035, mas um imprevisto acontece e gera uma confusão a qual obriga Watney a buscar técnicas para sobreviver em um planeta com condições inexistentes para vida.
O livro foi adaptado para o cinema em outubro de 2015. The Martian (Perdido em Marte) foi dirigido por Ridley Scott e estrelado por Matt Damon.

## Resumo do Enredo
No ano de 2025, a tripulação da missão Ares 3 da NASA pousou na Acidalia Planitia para uma estada de um mês em Marte. Depois de apenas seis sols, uma intensa tempestade de poeira ameaça derrubar o Veículo de Ascenção Marciana, MAV, o que faria que ficassem presos no planeta. Durante uma evacuação apressada, uma antena se solta e empala o astronauta, botânico e engenheiro Mark Watney, danificando o seu rádio pessoal. Ele é jogado para fora da vista pelo vento e considerado morto. Enquanto o MAV balança perigosamente, a comandante da missão, Melissa Lewis, não tem outra alternativa senão decolar sem completar uma busca por Watney.
Entretanto, Watney não está morto. Seus ferimentos são leves, mas sem rádio de longo alcance, ele não consegue se comunicar com ninguém. Ele deve se fiar de seus próprios recursos para sobreviver. Ele começa um diário com suas experiências. A filosofia dele é "trabalhar o problema", resolvendo cada desafio conforme eles aparecerem para ele. Com a comida sendo um item crítico, embora não imediato, ele começa criando batatas no habitat marciano da tripulação (o Hab), e usa catalisador de irídio para separar o gás de hidrogênio do excesso de combustível de hidrazina, que então ele queima para gerar água para as  plantas.
A NASA acaba descobrindo que Watney está vivo quando as imagens de satélite do local de pouso mostram evidência de suas atividades, e começam a desenvolver uma maneira de resgatar o mesmo, mas não contam para a tripulação sobrevivente da Ares 3, que está voltando para a Terra na espaçonave Hermes, para não distrair os mesmos.

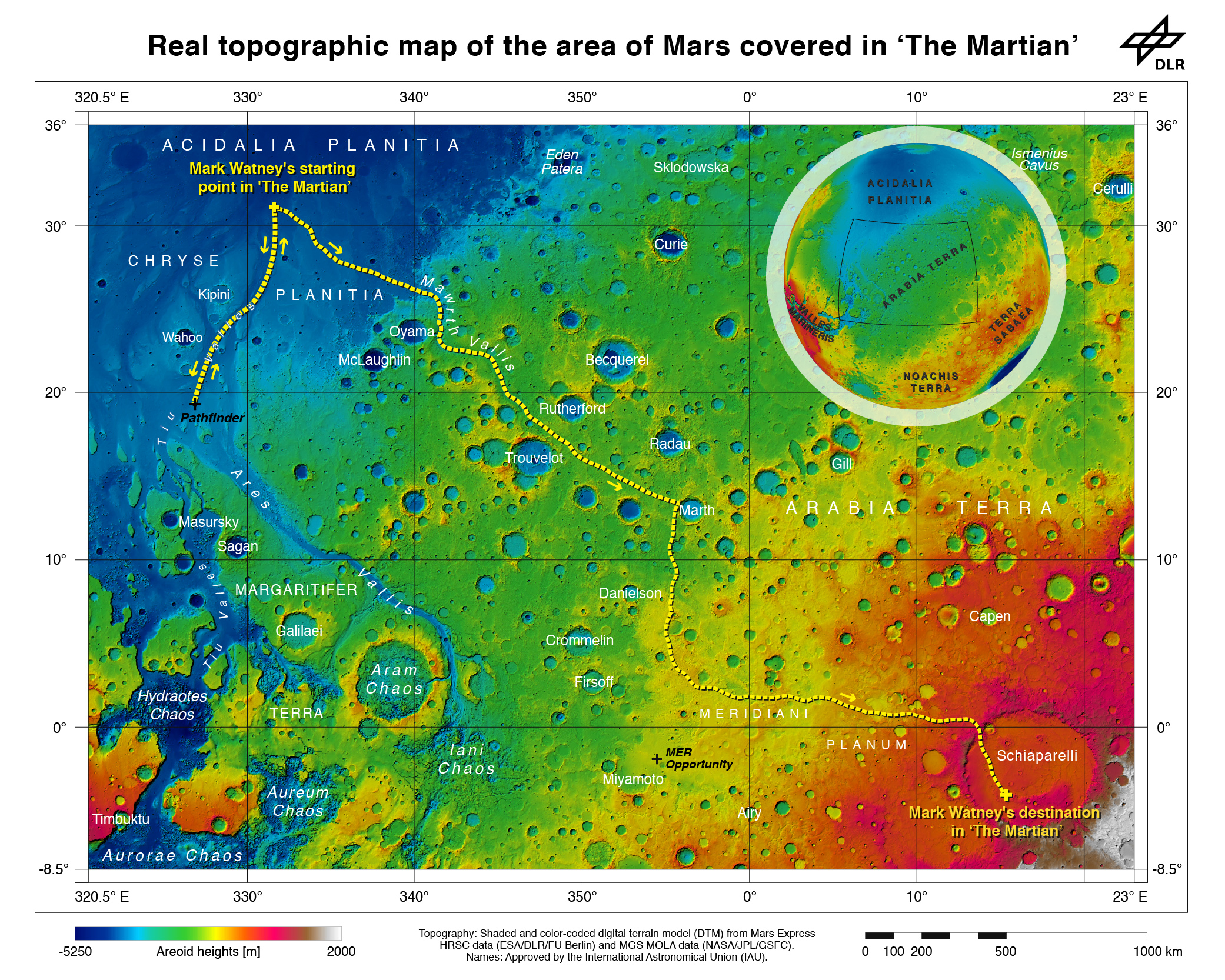
Rota em Marte de Mark Watney.

Watney planeja dirigir 3.235 km (2.010 milhas) para a Cratera Schiaparelli, onde a próxima missão, Ares 4, vai pousar em quatro anos e cuja MAV já está pré-posicionado. Ele começa modificando um dos rovers para a jornada, acrescentando coletores solares e uma bateria adicional. Ele faz uma viagem de teste de três semanas para recuperar a sonda Pathfinder e o rover Sojourner, trazendo os mesmos de vota par o Hab, permitindo a ele contactar a NASA. Mitch Henderson, diretor de voo da missão Ares 3, convence Teddy Sanders, administrador da NASA, a permitir que ele informe a tripulação da Ares 3 da sobrevivência de Watney, exceto Lewis, que se sente culpada por deixar Watney para trás.
O tapume de plástico de uma das portas do Hab rasga por desgaste, ele não havia sido projetado para uso por longos períodos de tempo e uso frequente. O resultado é a descompressão do Hab, que quase mata Watney. Ele repara o Hab, mas as plantas estão todas mortas, o que coloca-o a perigo de morrer de fome eventualmente. Colocando de lado os protocolos de segurança por causa do tempo restante, a NASA prepara apressadamente uma sonda não-tripulada para mandar materiais para Watney, mas o foguete explode após decolar. Um acordo com a Administração Espacial Nacional da China acaba fornecendo um foguete -- que seria usado com a sonda solar não tripulada Taiyang Shen -- para uma nova tentativa. Sem tempo para construir outra sonda com sistema de pouso, a NASA tem pela frene a construção de uma cápsula cuja carga possa sobreviver a um impacto na superfície marciana a 300 metros por segundo (670 milhas por hora).
Entretanto, o astrônomo Rich Purnell cria uma trajetória com um estilingue gravitacional em torno da Terra que poderia mandar a Hermes de volta para Marte em uma missão muito mais longa para salvar Watney, usando o foguete chinês para enviar uma carga de reabastecimento para a Hermes quando esta passa perto da Terra. Sanders veta a "Manobra Rich Purnell", já que ela colocaria a tripulação em risco, mas Henderson secretamente envia os detalhes para a Hermes por email. Todos os tripulantes aprovam o plano. Uma vez que eles iniciam a manobra (depois de desabilitar o controle remoto), a NASA não tem outra escolha a não ser apoiá-los. A missão de reabastecimento acopla com sucesso na Hermes.
Watney retorna à modificação do rover, porque o novo plano de resgate exige que ele decole de Marte com o MAV da Ares 4. Enquanto trabalha no rover, Watney acidentalmente causa um curto-circuito nos circuitos da Pathfinder, perdendo o contato por rádio com a Terra, exceto por código Morse usando rochas em uma comunicação uni-direcional.
Depois que Watney parte para Schiaparelli, a NASA descobre que uma tempestade de poeira está avançando na direção dele, mas não tem como avisá-lo. Os coletores solares do rover vão perdendo a capacidade de recarregar, colocando em perigo tanto o salvamento quanto a sobrevivência imediata (se não houver energia para alimentar o equipamento de suporte à vida). Enquanto cruza Arabia Terra, Watney percebe o escurecimento do céu e improvisa um método para medir a forma e direção da tempestade, o que permite que ele contorne a mesma.
Depois de sobreviver um capotamento do rover na descida da Schiaparelli, Watney chega no MAV e restabelece contato com a NASA. Ele recebe instruções sobre as modificações radicais necessárias para reduzir o peso da MAV, para permitir que ela intercepte a Hermes durante sua passagem. As modificações incluem remover a frente do MAV, que Watney em que cobrir com a tela do Hab. Depois da decolagem, a tela rasga, criando um arrasto extra, deixando o MAV muito baixo para o encontro. Lewis improvisa um plano rápido para interceptar o MAV disparando os foguetes de direção da Hermes, e fazendo um buraco na frente da mesma usando uma bomba improvisada de açúcar e oxigênio líquido, usando o impulso do ar em fuga para reduzir a velocidade. Beck, o especialista em EVA da Hermes, usa uma Unidade de Manobra Tripulada, MMU, em um cabo para alcançar Watney e trazê-lo de volta à Hermes. Em um registro final do diário, Watney expressa sua alegria por ser resgatado, refletindo no instinto humano de ajudar quem está precisando.

## Personagens principais
Os principais personagens no livro são:
- Mark Watney: o "Marciano" do título e personagem principal, astrobotânico e engenheiro da Ares 3
- Melissa Lewis: comandante da Ares 3
- Rick Martinez: piloto da Ares 3
- Beth Johanssen: especialista em computadores da Ares 3
- Alex Vogel: astroquímico da Ares 3
- Dr. Chris Beck: cirurgião de voo e especialista em EVA da Ares 3
- Venkat Kapoor: gerente de programa da Ares3
- Mitch Jenderson: chefe dos astronautas
- Bruce Ng: diretor do JPL
- Teddy Sanders: administrador da NASA (chefe)
- Annie Montrose: chefe de relações públicas da NASA
- Mindy Park: imagens de satélite da NASA
- Rich Purnell: especialista em astrodinâmica da NASA

Andy Weir, filho de um físico de partículas e engenheiro eletricista, em formação em ciência da computação. Ele começou a escrever o livro em 2009, pesquisando o material relacionado de forma que a história seria o mais realista possível, e baseada em tecnologia existene. Weir já havia usado o conceito de humanos deixados em Marte em sua webcomic Casey and Andy. Weir estudou órbita mecânica, astronomia, e a história das missões espaciais. Ele afirmou saber a data exata de cada dia no livro. Ele evitou descrições físicas ao descrever os personagens quando não era necessário ao enredo.
Tendo sido rejeitado por agentes literários quando tentou publicar livros anteriores, Weir decidiu colocar o livro online em formato de séria, um capítulo por vez, de graça, em seu website. À pedido dos fãs, ele fez uma versão Amazon Kindle disponível por 99 centavos (o menor valor possível). A edição Kindle chegou ao topo da lista de best-sellers de ficção científica da Amazon, vendendo 35.000 cópias em três meses, mais que o que havia sido baixado de graça anteriormente. Este resultado chamou a atenção das editoras: Podium Publishing, editor de audiobooks, comprou os direitos do audiobook em janeiro de 2013. Weir vendeu os direitos para a Crown em março de 2013 por mais de US$100.000.

O livro estreou na lista dos mais vendidos do New York Times em 2 de março de 2014, na categoria de ficção de capa dura na décima segunda posição e permaneceu nessa lista por quatro semanas sem ultrapassar a décima primeira posição. A edição em brochura comercial do romance estreou na lista dos mais vendidos do The New York Times em 16 de novembro de 2014, na categoria de ficção comercial em brochura, na oitava posição. Ele gradualmente subiu para a primeira posição na semana de 28 de junho de 2015, 2015. O livro permaneceu continuamente na primeira posição por 12 semanas antes de ser deslocado em 22 de novembro de 2015, por Nora Roberts' Stars of Fortune por duas semanas. A brochura comercial voltou à primeira posição pela terceira e última vez em 6 de dezembro de 2015, por seis semanas antes de ser finalmente substituída em 24 de janeiro de 2016. A aparição final do livro de bolso comercial na lista ocorreu em 24 de abril de 2016, 76 semanas após sua estreia nesta categoria. No geral, a edição em brochura comercial ficou no topo da categoria de best-sellers do New York Times por um total de 19 das 76 semanas em que a edição foi listada.